# Еванс Вайз
Еванс Вайз (англ. Evans Wise; рід. 23 жовтня 1973, Порт-оф-Спейн, Тринідад і Тобаго) — колишній тринідадський футболіст, півзахисник відомі за виступами за «Тампа-Бей М'ютені» і збірної Тринідаду і Тобаго. Учасник чемпіонату світу 2006 року.

## Клубна кар'єра
Починав свою кар'єру в американському коледжі, після чого грав на батьківщині за «Калчере Юнайтед» та німецький «Егельсбах».
В середині 1990-х Вайз був з перших тринідадців, хто потрапив до американської MLS, будучи обраним 4 на Драфті у 1996 році.
Відігравши там кілька років за клуби «Тампа-Бей М'ютені» та «Нью-Інгленд Революшн», півзахисник перейшов в клуб німецької Бундесліги «Ульм 1846». У ньому він провів 9 ігор. Після вильоту команди з Бундесліги Вайз залишився в Німеччині. Кілька років він провів у нижчих дивізіонах німецької першості за клуби «Ельверсберг» та «Вакер» (Бургхаузен).
Завершив свою кар'єру в напівпрофесійних американських командах «Фредеріксбург Готспур» та РВА.
Виступаючи на позиції лівого хавбека Вайз відрізнявся своїм дриблінгом. Також чудово володів мистецтвом прострілу з флангу.

## Кар'єра в збірній
Був членом усіх юнацьких і молодіжних збірних Тринідаду і Тобаго.
У 1995 році дебютував за головну команду країни, у складі якої їздив на Золоті кубки КОНКАКАФ 1996 та 2000 років.
На чемпіонат світу 2006 року Вайз потрапив в заявку збірної в останній момент, замінивши в ній травмованого Сільвіо Спанна. На «мундіалі» двічі виходив на заміну в матчах проти Англії і Парагваю. Після закінчення першості більше не викликався до складу «сокі воріорз».

## Досягнення
- Переможець регулярного сезону MLS (1): 1996